# Кахская и Курмухская епархия

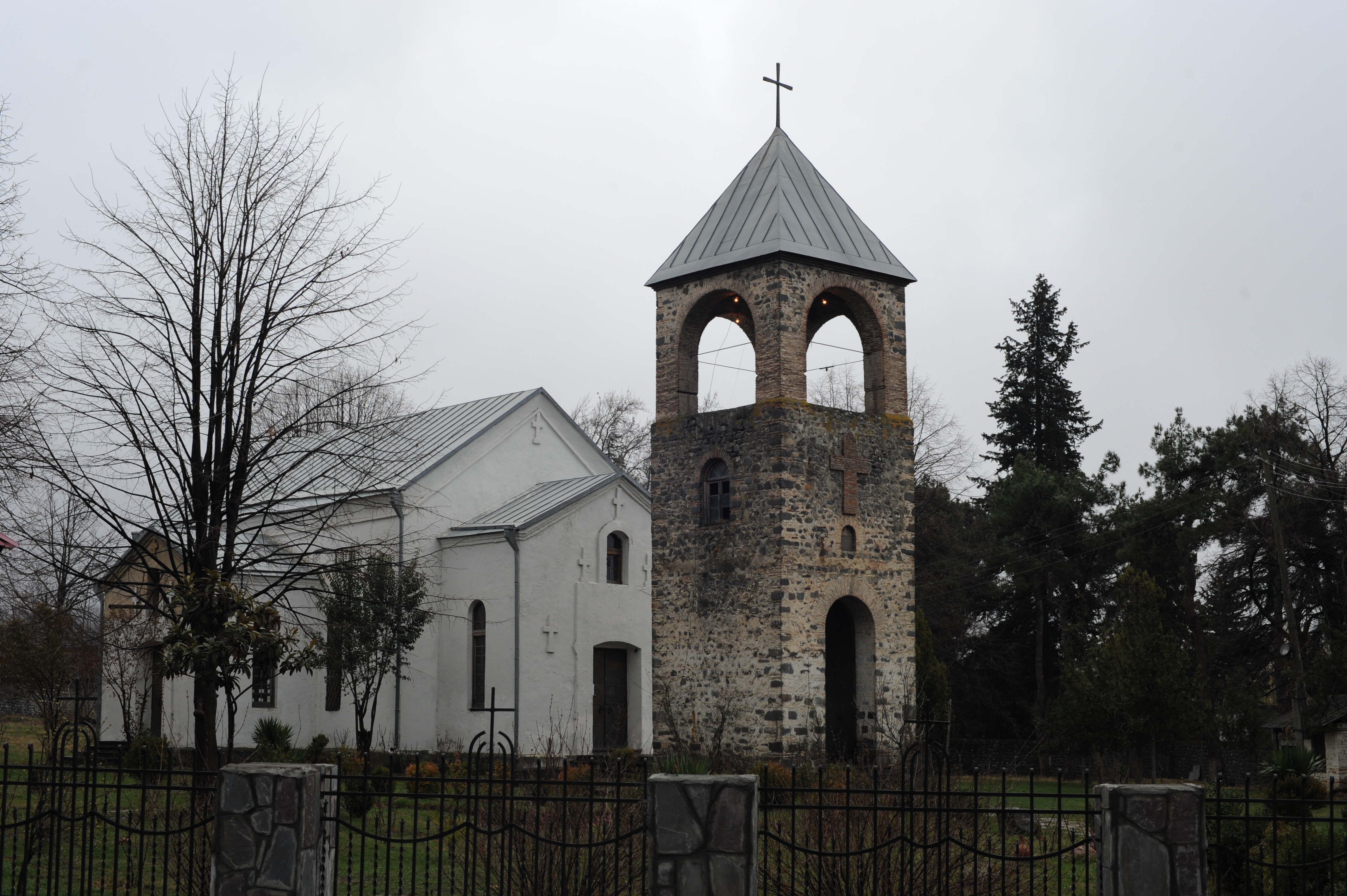
Церковь Святого Георгия в Гахе

Кахская и Курмухская епархия (груз. კახისა და ქურმუხის ეპარქია, азерб. Qax və Kürmük yeparxiyası) — епархия Грузинской православной церкви на территории исторической области Саингило в Азербайджане с центром в городе Гах (по-грузински — Кахи).

## История
Согласно грузинской летописи «Картлис Цховреба», область Эрети была крещена равноапостольной Ниной, которой царь Картли Мириан, предоставил в сопровождение войско с эриставом. Грузинский царь Давид Строитель присоединил Кахети-Герети к Грузинскому Царству в XII веке. В этих местах существовала Гиш-Курмухская епархия с центром в селе Гиши. После вторжения в Закавказье орды монголов, епископская кафедра была перенесена из города Гиш, ныне село Киш в Шекинском районе Азербайджана в церковь Святого Георгия в Курмухском ущелье.
В 1614—1617 годах территория, на которой находился храм, была захвачена Ираном, шахи которого проводили последовательную политику исламизации местного населения. Итогом этой политики стало то, что в середине XVIII века христианская епархия прекратила своё существование и собор начал разрушаться.
На территории Эрети, в XVII веке отторгнутой от Грузии Ираном, к XVIII веку не оставалось ни одной действующей епархии: в регионе жили переселенцы-мусульмане и грузины, принявшие ислам. Малочисленное православное население тайно посещало церкви в Кахети. Тогда же возник термин «ингило», что на турецком языке означал «омуслиманившийся», а данная территория стала называться Саингило.
В 1830 году с присоединением Саингило к Российской империи в церковном отношении данная территория отошла к Карталинко-Кахетинской епархии Грузинского экзархата Русской православной церкви. В 1886—1912 годы Саингило относилось Алавердскому викариатству Карталинко-Кахетинской епархии.
Во второй половине XIX века часть ингилойцев решила вернуться к вере предков. В 1850 года нескольско человек приехали в Тифлис, где они были крещены, а их восприемником стал наместник на Кавказе князь М. Воронцов. Позднее он посетил Саингило, изучил обстановку и принял практические меры по оказанию помощи новообращённым ингилойцам. По их просьбе и личному распоряжению Воронцова в сёлах Кахи и Кораган были построены православные церкви, в 1851 году в село Кахи был направлен священник. В 1853 году новообращенные христиане села Кахи направили в Тифлис депутацию с просьбой освободить их от денежных налогов и натурального оброка, а также позволить компактное проживание вблизи православных храмов. 6 декабря 1859 года данные требования были удовлетворены, ингилойцы-христиане были объявлены казёнными крестьянами и освобождены от подчинения лезгинским князьям-мусульманам. Это способствовало распространению в Закатальском округе христианства, но вызывало недовольство мусульманского населения, вылившееся в 1863 году в бунт, после которого власти осознали необходимость осторожных мер в проведении миссионерской деятельности в крае. В качестве миссионеров стали посылать в основном грузин, благодаря активным действиям которых и поддержке местного православного населения в 1880-х годах были построены православных храмы в Алибегло, Кахи и Курмухи. Укрепилось национальное самосознание грузин-ингилойцев, что способствовало сближению Саингило с исторической родиной.
В начале укрепления Советской власти в Закавказье в 1920—1922 годов, этот регион отошел к Азербайджану. Некресская часть епархии осталась на территории Грузии, а Геретская оказалась в Азербайджане. Термином Саингило стали именовать восточную часть Эретии, которая отошла к Азербайджану.
В 1995 году была возрождена Некресская епархия. В состав епархии были включены приходы на территории исторической области Саингило в Азербайджане.
В 2004 году иеромонах Иоанн (Абасашвили) так описывал своё служение в этом регионе: «В деревнях сохранилось пять целых храмов и очень много разрушенных. Богослужения пока не проводятся, однако недействующими их нельзя назвать, потому что они открыты, и люди заходят в них, молятся и ставят свечи, мы служим молебны по престольным праздникам этих церквей, совершаем крестины. Исключение составляет церковь Святой Троицы в Котокло, где мы собираемся совершить первое всенощное бдение на Троицу. Не хватает клириков. Пока в районе я один и помощников для служения в деревнях у меня нет. Из-за этого нет возможности проводить уставные службы. Да и церкви требуют реставрации. Единственный регулярно действующий храм — это в Кахи, где я служу, выстроенный в XIII веке и перестроенный в конце XIX века»
30 апреля 2009 года решением Священного Синода приходы в исторической области Эрети в Азербайджане отошли к Дедоплисцкаройской и Эретской епархии.
4 июня 2014 года решением Священного Синода Грузинской православной церкви Эретские приходы были выделены в новую Кахскую и Курмухскую епархию. Правящим епископом был определён архимандрит Димитрий (Тетруашвили), однако его хиротония, намеченная на 29 июня того же года не состоялась, а в декабре того же года рассмотрение вопроса о епископской хиротонии было отложено. На тот момент он был единственным клириком этой епархии.
25 мая 2015 года Священный синод поручил временное управление «Эретской епархией» епископу Хорнабуджскому Димитрию (Капанадзе). Фактически две епархии вновь соединены в одну.
21 июня 2015 года архимандрит Димитрий (Тетруашвили) не был допущен к месту служения азербайджанскими пограничниками, по словам которых он находился «в черном списке». Причиной азербайджанская сторона назвала закон, согласно которому религиозное служение в стране дозволяется только гражданам Азербайджана. На протяжении ряда лет азербайджанская сторона допускала исключение для Грузинской Православной Церкви и откладывала применение вышеозначенного закона в отношении её представителей.

## Иерархи
- Димитрий (Тетруашвили), архимандрит, епископом Кахским и Курмухским избран 3 июля 2014; хиротония не состоялась
- Димитрий (Капанадзе) (25 мая 2015 — 23 января 2022), в/у, еп. Хорнабуджский
- Феодор (Чуадзе) (с января 2022), в/у, митр. Ахалцихский, Тао-Кларджетский и Лазский